# Tristan Bart
Tristan Bart (Saint-Sylvestre-sur-Lot, 1996) è un ex giocatore di football americano francese che ha giocato come linebacker.